# Weyburn Red Wings
Die Weyburn Red Wings sind eine kanadische Eishockeymannschaft aus Weyburn, Saskatchewan. Das Team spielt seit 1968 in der Saskatchewan Junior Hockey League und nahm von 1966 bis 1968 am Spielbetrieb einer der drei höchsten kanadischen Junioren-Eishockeyligen, der Western Hockey League (WHL), teil.

## Geschichte
Die Weyburn Red Wings wurden 1961 als Mannschaft der Saskatchewan Junior Hockey League gegründet, in der sie bis 1966 teilnahmen. Anschließend wurden sie eines von sieben Gründungsmitgliedern der Western Hockey League, in der sie sich als Sechster und somit Vorletzter für die Playoffs um den Ed Chynoweth Cup qualifizieren konnten, in denen sie jedoch bereits in der ersten Runde in der Best-of-Seven-Serie mit 1:4 Siegen am späteren Finalisten Regina Pats scheiterten. In der folgenden Spielzeit belegten sie in der auf elf Teams erweiterten Liga abgeschlagen den letzten Platz, woraufhin sie in die Saskatchewan Junior Hockey League zurückkehrten, die sie 1970, 1971, 1984, 1994, 1995, 1997, 1998 und 2001 jeweils gewinnen konnten. Logo, Vereinsname und -farben sind denen der Detroit Red Wings aus der National Hockey League nachempfunden.

## Saisonstatistik (WHL)
Abkürzungen: GP = Spiele, W = Siege, L = Niederlagen, T = Unentschieden, OTL = Niederlagen nach Overtime SOL = Niederlagen nach Shootout, Pts = Punkte, GF = Erzielte Tore, GA = Gegentore, PIM = Strafminuten
| Saison  | GP | W  | L  | T  | OTL | SOL | Pts | GF  | GA  | Platz    | Playoffs                       |
| 1966–67 | 56 | 16 | 30 | 10 | —   | —   | 42  | 214 | 269 | 6., WHL  | Niederlage in der ersten Runde |
| 1967–68 | 60 | 15 | 40 | 5  | —   | —   | 35  | 218 | 311 | 11., WHL | nicht qualifiziert             |

## Ehemalige Spieler
Folgende Spieler, die für die Weyburn Red Wings aktiv waren, spielten im Laufe ihrer Karriere in der National Hockey League:
| - Clayton Beddoes - Gary Bromley - Cam Brown - Don Caley - Dwight Carruthers - Joe Daley - Don Gillen | - Larry Giroux - Mark Hartigan - Larry Hornung - Greg Hubick - Dean Kennedy - Walt Ledingham - Bill Lesuk | - Barry Melrose - Morris Mott - Jerome Mrazek - Barry Nieckar - Rod Norrish - John Rogers | - Gord Sherven - Sandy Snow - Dennis Sobchuk - Gene Sobchuk - Vic Venasky - Darcy Verot |